# 北郢州
北郢州，中国古代的州。
南朝梁置北郢州，治所在定阳县（今湖北省随州市西北）。下辖上明郡，治所在平林县（今湖北省随州市东北）。大宝元年（549年），西魏占领了汉东之地，包括北郢州。西魏改北郢州为欵州，定阳县改为安贵县。